# KNVB beker 1993-1994
La Coppa d'Olanda 1993-1994 (vero nome: KNVB Beker o Amstel Cup per ragioni di sponsor) fu la 76ª edizione della coppa nazionale dei Paesi Bassi.

## 1º Turno
Giocato il 28 e 29 agosto 1993
| Squadra 1           | Risultato   | Squadra 2        |
| ------------------- | ----------- | ---------------- |
| ADO '20             | 3 - 4       | SV Huizen        |
| Excelsior Maassluis | 1 - 2       | IJsselmeervogels |
| Lisse               | 7 - 1       | VV Appingedam    |
| Quick Boys          | 1 - 3       | ACV              |
| Genemuiden          | 0 - 5       | AFC              |
| SDVB                | 6 - 2 (dts) | VV WHC           |
| Be Quick 1887       | 1 - 3       | RKSV Halsteren   |
| Barendrecht         | 1 - 5       | VSV Tonegido     |
| SV Panningen        | 2 - 4       | Achilles '29     |
| SV Meerssen         | 1 - 2       | De Treffers      |

## 2º Turno
Giocati l'8, 9 e 10 ottobre 1993.
| Squadra 1        | Risultato   | Squadra 2        |
| ---------------- | ----------- | ---------------- |
| NAC Breda        | 5 - 2       | AFC              |
| N.E.C.           | 2 - 1       | Lisse            |
| RBC Roosendaal   | 1 - 0       | Groningen        |
| SDVB             | 1 - 5       | Heerenveen       |
| Veendam          | 2 - 3       | VV Lunteren      |
| VVV-Venlo        | 5 - 3       | VV Geldrop       |
| De Treffers      | 2 - 1 (dts) | Jong Vitesse     |
| Haarlem          | 1 - 2       | Telstar          |
| RKSV Halsteren   | 0 - 2       | Dordrecht        |
| USV Holland      | 3 - 3 (dts) | TOP Oss          |
| IJsselmeervogels | 1 - 2 (dts) | Go Ahead Eagles  |
| Cambuur          | 0 - 1       | Sparta Rotterdam |
| ADO Den Haag     | 5 - 2       | ACV              |
| AZ Alkmaar       | 2 - 1       | SV Huizen        |
| Eindhoven        | 1 - 2       | De Graafschap    |
| Emmen            | 2 - 0       | Zwolle           |
| Excelsior        | 6 - 0       | Kozakken Boys    |
| Den Bosch        | 3 - 0       | VSV Tonegido     |
| Helmond Sport    | 3 - 1       | Achilles '29     |
| Heracles Almelo  | 2 - 0       | Quick '20        |
| Katwijk          | 2 - 5       | Fortuna Sittard  |

## 3º Turno
Giocati il 10, 11 e 14 novembre 1993
| Squadra 1        | Risultato       | Squadra 2       |
| ---------------- | --------------- | --------------- |
| Heracles Almelo  | 0 - 0 (2-4 dcr) | Willem II       |
| MVV              | 5 - 3 (dts)     | VV Lunteren     |
| NAC Breda        | 3 - 2 (dts)     | VVV-Venlo       |
| RKC Waalwijk     | 4 - 0           | RBC Roosendaal  |
| Telstar          | 2 - 1           | Volendam        |
| Sparta Rotterdam | 2 - 2 (0-3 dcr) | PSV             |
| USV Holland      | 1 - 7           | Twente          |
| Dordrecht        | 6 - 2           | Emmen           |
| Ajax             | 8 - 3           | Heerenveen      |
| AZ Alkmaar       | 2 - 0           | Fortuna Sittard |
| De Graafschap    | 2 - 1 (dts)     | Vitesse         |
| De Treffers      | 1 - 3           | N.E.C.          |
| Excelsior        | 2 - 3 (dts)     | Feyenoord       |
| Utrecht          | 2 - 3           | Den Bosch       |
| Go Ahead Eagles  | 2 - 3           | ADO Den Haag    |
| Helmond Sport    | 1 - 0 (dts)     | Roda JC         |

## Ottavi
Giocati il 15 dicembre 1993 e il 9 e 12 gennaio 1994.
| Squadra 1     | Risultato | Squadra 2     |
| ------------- | --------- | ------------- |
| Ajax          | 4 - 1     | Twente        |
| Helmond Sport | 1 - 0     | Den Bosch     |
| N.E.C.        | 2 - 0     | De Graafschap |
| PSV           | 2 - 1     | Willem II     |
| RKC Waalwijk  | 2 - 1     | Telstar       |
| Dordrecht     | 0 - 2     | Feyenoord     |
| ADO Den Haag  | 5 - 1     | MVV           |
| NAC Breda     | 3 - 2     | AZ Alkmaar    |

## Quarti
Giocati il 9 febbraio 1994.
| Squadra 1    | Risultato   | Squadra 2     |
| ------------ | ----------- | ------------- |
| ADO Den Haag | 1 - 3       | N.E.C.        |
| Ajax         | 7 - 1       | Helmond Sport |
| NAC Breda    | 1 - 0 (dts) | PSV           |
| RKC Waalwijk | 2 - 4       | Feyenoord     |

## Semifinali
Giocate il 9 e 20 marzo 1994.
| Squadra 1 | Risultato | Squadra 2 |
| --------- | --------- | --------- |
| NAC Breda | 0 - 3     | Feyenoord |
| Ajax      | 1 - 2     | N.E.C.    |

## Finale
Giocata il 12 maggio 1994 nello Stadion Feijenoord, Rotterdam.
| Squadra 1 | Risultato | Squadra 2 |
| --------- | --------- | --------- |
| Feyenoord | 2 - 1     | N.E.C.    |

|  | Feyenoord | 2 – 1 | N.E.C. |  |